# Калінінський район (Саратовська область)
Калінінський район  (рос. Калининский район) — муніципальне утворення в Саратовській області. Адміністративний центр району — місто Калінінськ. Населення району — 31 984 осіб.

## Географія
Район розташований на півдні Правобережжя, на західних відрогах приволзької височини в басейні річки Ведмедиці.

## Історія
Район утворений 23 липня 1928 року під назвою Баландинський в складі Саратовського округу Нижньо-Волзького краю.
З 1934 року район в складі Саратовського краю, з 1936 рокуа — в складі Саратовської області.
30 вересня 1958 року до складу району увійшла територія скасованого Казачкинського району.
19 травня 1960 року до складу району включена територія скасованого Свердловського району.
В 1962 році селище Баланда перетворений в місто Калінінськ, а район перейменований в Калінінський.
З 1 січня 2005 року район перетворений в муніципальне утворення Калінінський муніципальний район.

## Економіка
Сільське господарство спеціалізується на виробництві зерна, соняшнику, продукції тваринництва, птахівництва. Основні заводи: пивоварний.
В районі працюють спортивна, художня і музична школи. Є 8 народних колективів художньої творчості.

## Пам'ятки
Недалеко від траси на Воронеж знаходиться Піщанський санаторій: парк з хвойними і листяними деревами, місцева мінеральна вода, кумис і мікроклімат, сприятливий для лікування органів дихання.